# Sollefteå (stad)
Sollefteå is de hoofdstad van de gemeente Sollefteå in het landschap Ångermanland en de provincie Västernorrlands län in Zweden. De stad heeft 8530 inwoners (2005) en een oppervlakte van 941 hectare. De rivier de Ångermanälven stroomt door de stad.

## Geschiedenis
Sollefteå wordt voor het eerst in het jaar 1270 genoemd. In 1602 komt er een marktplaats in de stad waardoor de stad sterk groeit. In de 17de eeuw worden er meerdere zagerijen in de stad opgericht en in de 18de eeuw komen er verschillende ijzersmelterijen in de stad, deze sluiten aan het einde van de 19de eeuw. In 1902 werd Sollefteå een köping (een soort plaats met stedelijke kenmerken, die geen stadsrechten heeft). In 1917 kreeg Sollefteå stadsrechten.

## Verkeer en vervoer
Door de stad lopen in totaal twee rijkswegen en één provinciale weg. De Riksväg 87 begint in Sollefteå naar Östersund, de Riksväg 90 loopt door Sollefteå en gaat van Kramfors naar Vilhelmina en de Länsväg 331 loopt van Timrå naar Backe. 
De stad had voorheen een station aan de Spoorlijn Sundsvall - Långsele, tegenwoordig rijden passagierstreinen niet verder dan Kramfors. Verder ligt er 20 km ten zuiden van de stad het vliegveld Höga Kusten Airport, dat vliegverbindingen onderhoud met Stockholm en Hemavan. 

## Geboren
- Ingrid Thulin (1926), actrice
- Mona Sahlin (1957), politica en voorzitter sociaaldemocraten van Zweden
- Emma Johansson (1983), wielrenster
- Frida Karlsson (1999), langlaufster